# 草津軽便鉄道7号蒸気機関車
7号は、草津軽便鉄道（後の草津電気鉄道→草軽電気鉄道）が1920年（大正9年）に導入した、タンク式蒸気機関車である。

## 概要
1920年9月に雨宮製作所で製造された、車軸配置0-6-0(C)、運転整備重量15トン、2気筒単式の飽和式サイド・ウェルタンク機関車（製造番号不明）である。雨宮製の標準的な形態で、ややがっちりした形態の機関車である。煙突は火の粉止めを内蔵したバルーンタイプで、煙室両側の蒸気管覆いは大きなものが付けられており、形態上の特徴となっている。ボイラーはケ237形やケ239形に似ていて、バレルの長さが292mm短いだけであった。
草津電気鉄道では、1934年（昭和9年）1月に当機を廃車として、佐世保鉄道がこれを譲り受けた。その際、雨宮製作所に入場させて更新工事を行なっている。佐世保鉄道へは1935年（昭和10年）1月に入籍し、16とした。主に、左石 - 相浦間の貨物列車用として使用された。1936年（昭和11年）10月には、佐世保鉄道が鉄道省により買収・国有化されると、ケ216形（ケ216）に改番され、引き続き同区間で使用された。
旧佐世保鉄道線（松浦線）の1,067mm軌間への改軌が終了した1943年（昭和18年）8月まで使用され、翌9月に廃車された。処分は、解体と思われる。

## 主要諸元
- 全長：5,791mm
- 全高：3,124mm
- 軌間：762mm
- 車軸配置：0-6-0(C)
- 動輪直径：610mm
- 弁装置：ワルシャート式
- シリンダー（直径×行程）：229mm×305mm
- ボイラー圧力：12.0kg/cm2
- 火格子面積：0.53m2
- 全伝熱面積：19.9m2
- 機関車運転整備重量：15.2t
- 機関車動輪上重量（運転整備時）：15.2t
- 水タンク容量：1.82m3
- 燃料積載量：0.63t
- 機関車性能
  - シリンダ引張力（0.85P）：2,670kg
- ブレーキ方式：手ブレーキ、蒸気ブレーキ